# Marco Orsi
Pour les articles homonymes, voir Orsi.
Marco Orsi (né le 11 décembre 1990 à Budrio) est un nageur italien spécialisé dans la nage libre.
Il a détenu de 2008 à 2010 le record d’Europe du relais 4 × 100 m nage libre en petit bassin avec des coéquipiers européens.

## Biographie
En juillet 2008, Marco Orsi participe aux Championnats du monde juniors à Monterrey, au Mexique, où il nage dans le 50 m dos et dans trois épreuves de relais et remporte la médaille d'or dans le 4 × 100 m en nage libre. Un mois après, aux Championnats européens junior de Belgrade, il est trois fois sur le podium avec l'argent dans le 4 × 100 m, la médaille de bronze dans le 4 × 100 m quatre nages et le 100 m nage libre, sa première médaille individuelle à ce niveau de compétition. 
En 2009, il remporte ses trois premiers titres nationaux dans les 100 et 50 mètres et établit un nouveau record d'Italie du 50 m avec un temps de 21 s 82, le premier nageur italien à descendre sous le mur des 22 secondes dans la distance. Aux Jeux Méditerranéens à Pescara, où il termine deuxième au relais 4 × 100 m nage libre, puis aux Championnats du monde à Rome, il participe au relais 4 × 100 m et termine cinquième de la finale avec Calvi, Christian Galenda et Magnini. Le 22 novembre 2009, lors des Championnats d'Italie de natation d'hiver, il est le premier à nager le 50 mètres en petit bassin en moins de 21 secondes. 
Sa progression se poursuit parmi les meilleurs nageurs de la saison européenne 2009 / 2010, qui a débuté à Istanbul. Il est encore trois fois en finale en remportant la médaille de bronze avec le 4 × 50 mètres nage libre. À Budapest, où il effectue ses premières finales européennes en grand bassin, septième dans le 50 m et quatrième de la finale avec le 4 × 100 m nage libre. 
À la fin de l'année 2010 se sont succédé à quelques semaines d'intervalle les Championnats d'Europe et du monde en bassin de 25 mètres : aux Championnats d'Europe, il gagne une médaille d'or dans le 4 × 50 m nage libre, et deux d'argent dans le relais quatre nages et le 50 m. À Dubaï, il atteint la finale dans le 50 m nage libre, où il finit cinquième, et le relais 4 × 100 m nage libre dans le sixième temps avec Luca Dotto, Luca Leonardi et Magnini.

## Palmarès

### Compétitions internationales
| Année | Jeux olympiques              | Ch. du monde grand bassin                                    | Ch. du monde petit bassin                                | Ch. d'Europe grand bassin                                 | Ch. d'Europe petit bassin                                                                                         |
| ----- | ---------------------------- | ------------------------------------------------------------ | -------------------------------------------------------- | --------------------------------------------------------- | --- |
| 2008  | Pékin Pas de participation   |                                                              | Manchester Pas de participation                          | Eindhoven Pas de participation                            | Rijeka · 5e(f) 50 m nage libre · 18e(s) 100 m nage libre · 4 × 50 m nage libre                                    |
| 2009  |                              | Rome 18e(s) 50 m nage libre 5e(f) 4 × 100 m nage libre       |                                                          |                                                           | Istanbul · 6e(f) 50 m nage libre · 5e(f) 100 m nage libre · 4 × 50 m nage libre                                   |
| 2010  |                              |                                                              | Dubaï 5e (f) 50 m nage libre 6e (f) 4 × 100 m nage libre | Budapest 7e(f) 50 m nage libre 4e(f) 4 × 100 m nage libre | Eindhoven · 50 m nage libre · 6e(s) 100 m nage libre · 4 × 50 m nage libre · 4 × 50 m 4 nages                     |
| 2011  |                              | Shanghai 4e(f) 4 × 100 m nage libre                          |                                                          |                                                           | |
| 2012  | Londres Pas de participation |                                                              | Istanbul · 4 × 100 m nage libre                          | Debrecen · 4 × 100 m nage libre                           | |
| 2013  |                              | Barcelone 5e(f) 4 × 100 m nage libre 6e(f) 4 × 100 m 4 nages |                                                          |                                                           | Herning · 4 × 50 m nage libre · 4 × 50 m 4 nages · 4 × 50 m nage libre mixte                                      |
| 2014  |                              |                                                              | Doha · 50 m nage libre · 4 × 50 m nage libre             | Berlin · 4 × 100 m nage libre · 5e(f) 50 m nage libre     | |
| 2015  |                              | Kazan · 4 × 100 m nage libre                                 |                                                          |                                                           | Netanya · 50 m nage libre · 100 m nage libre · 4 × 50 m nage libre · 4 × 50 m 4 nages · 4 × 50 m nage libre mixte |
| 2018  |                              |                                                              | Hangzhou · 100 m 4 nages                                 |                                                           | |

## Records

### Record d’Europe
Le 8 juillet 2008, Marco Orsi, avec l'équipe italienne junior, bat le record du monde junior du 4 × 100 m nage libre.
Lors du meeting Duel in the pool qui s'est tenu à Manchester du 18 au 19 décembre 2009, Christian Galenda bat, le 19 décembre 2009, le record d’Europe du 4 × 100 m nage libre en petit bassin avec des coéquipiers italiens, dans un temps de 3 min 4 s 95. Ce record a été battu en décembre 2010 par l'équipe de France.
| Niveau       | Épreuve                         | Bassin | Nageurs                                                      | Temps équipe  | Temps perso                     | Lieu       | Date             | Statut                                                           |
| Monde junior | Relais 4 × 100 m nage libre (H) | 50 m   | Luca Dotto Marco Orsi Fabio Gimondi Luca Leonardi            | 3 min 18 s 09 | 50 s 57 48 s 99 50 s 33 49 s 20 | Monterrey  | 8 juillet 2008   | En vigueur                                                       |
| Europe       | Relais 4 × 100 m nage libre (H) | 25 m   | Christian Galenda Marco Orsi Benjamin Starke Filippo Magnini | 3 min 4 s 95  | 46 s 67 45 s 95 45 s 81 46 s 52 | Manchester | 19 décembre 2009 | Battu le 15 décembre 2010 par l'équipe de France en 3 min 4 s 78 |

## Meilleurs temps personnels
Les meilleurs temps personnels établis par Marco Orsi dans les différentes disciplines sont détaillés ci-après.
| Épreuve          | Bassin | Temps         | Compétition                           | Lieu          | Date           |
| 50 m nage libre  | 50 m   | 21 s 82       | Championnats d'Italie                 | Riccione      | 6 mars 2009    |
| 50 m nage libre  | 50 m   | 21 s 82       | Finali Regionali Categoria Estivi     | Ravenne       | 7 juillet 2009 |
| 100 m nage libre | 50 m   | 48 s 78       | Championnats d'Italie Junior          | Rome          | 13 août 2009   |
| 200 m nage libre | 50 m   | 1 min 56 s 18 | Finali Regionali Categoria Estivi.    | Ravenne       | 6 juillet 2009 |
| 50 m dos         | 50 m   | 25 s 64       | Championnats d'Italie Junior          | Rome          | 13 août 2009   |
| 100 m dos        | 50 m   | 56 s 12       | Championnats d'Italie Junior          | Rome          | 10 août 2009   |
| 200 m dos        | 50 m   | 2 min 9 s 76  | Finali Regionali Categoria Estivi ... | Ravenne       | 7 juillet 2009 |
| 50 m papillon    | 50 m   | 24 s 91       | Championnats d'Italie                 | Riccione      | 5 mars 2009    |
| 200 m 4 nages    | 50 m   | 2 min 41 s 56 | 35° Meeting international ...         | Chiasso (SUI) | 12 juin 2005   |

| Épreuve                   | Bassin | Temps         | Compétition                                            | Lieu                     | Date             |
| 50 m nage libre           | 25 m   | 22 s 06       | Championnats d’Italie par équipes                      | Rome                     | 25 avril 2009    |
| 100 m nage libre          | 25 m   | 46 s 67       | Duel in the Pool                                       | Manchester (GBR)         | 19 décembre 2009 |
| 200 m nage libre          | 25 m   | 1 min 45 s 35 | 5. Gran Premio Italia -                                | Viareggio                | 14 novembre 2009 |
| 100 m dos                 | 25 m   | 58 s 19       | 15. Memorial Chiara Giavi                              | Montebelluna             | 5 janvier 2011   |
| 50 m brasse               | 25 m   | 29 s 33       | X Meeting Internazionale Cis                           | Moie Di Maiolati         | 24 octobre 2010  |
| 100 m brasse              | 25 m   | 1 min 0 s 63  | 5. Gran Premio Italia                                  | Viareggio                | 14 novembre 2009 |
| 50 m papillon             | 25 m   | 24 s 52       | Championnats d'Italie en petit bassin                  | Camogli                  | 18 décembre 2002 |
| 100 m papillon            | 25 m   | 53 s 33       | Championnats d'Italie en petit bassin                  | Camogli                  | 18 décembre 2002 |
| 200 m papillon            | 25 m   | 1 min 57 s 09 | FINA: World Cup No 7 - 2002/2003 ...                   | Berlin (GER)             | 25 janvier 2003  |
| 100 m 4 nages             | 25 m   | 52 s 29       | Championnats d'Europe de natation en petit bassin 2008 | Rijeka (Croatie)         | 14 décembre 2008 |
| 200 m 4 nages             | 25 m   | 2 min 1 s 30  | Championnats d'Italie en petit bassin                  | Trévise                  | 15 décembre 2004 |
| 50 m nage libre (relais)  | 25 m   | 21 s 48       | Championnats d'Europe de natation en petit bassin 2009 | Istanbul (Turquie)       | 13 décembre 2009 |
| 100 m nage libre (relais) | 25 m   | 46 s 13       | Duel in the Pool                                       | Manchester (GBR)         | 18 décembre 2009 |
| 200 m nage libre (relais) | 25 m   | 1 min 45 s 11 | Ch. du monde de natation en petit bassin 2008          | Manchester (Royaume-Uni) | 10 avril 2008    |
| 50 m papillon (relais)    | 25 m   | 23 s 77       | Championnats d'Italie en petit bassin                  | Trévise                  | 15 décembre 2004 |